# Brassica-háromszög

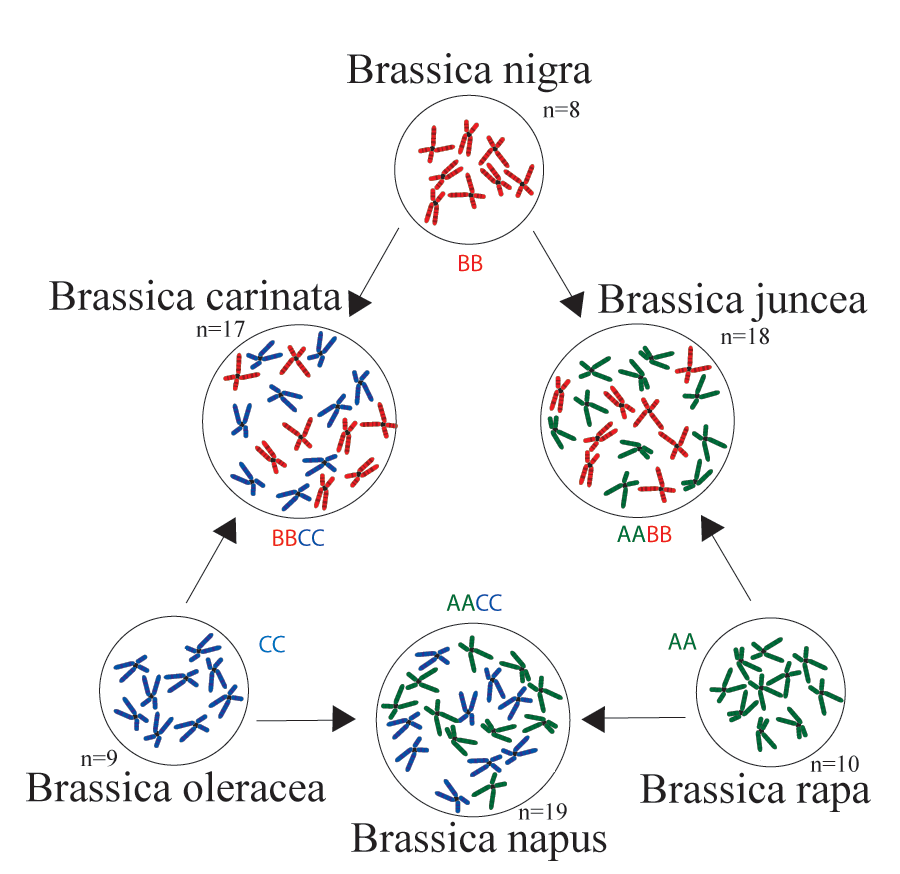
A Brassica nemzetség 6 faja közti kapcsolatokat bemutató „Brassica-háromszög” ábrája. Az A, B és C genomok kromoszómáit különböző színnel jelöltük

A Brassica-háromszög vagy U-háromszög a Brassica növénynemzetség fajai közti kapcsolatokat, törzsfejlődésüket leíró elmélet. Azt állítja, hogy a Brassica három ősi fajának genomjai közötti páronkénti kombinálódással jött létre a három jól ismert, jelenkori zöldség- és olajosmag-növényfaj. Az elmélet aztán a DNS- és fehérjevizsgálatok során igazolást nyert.
Az elméletet 1935-ben publikálta U Dzsangcshun (우장춘, Woo Jang-choon) Japánban dolgozó koreai botanikus (Japánban 禹 長春, „U Nagaharu”, illetve 須永長春 „Sunaga Nagaharu” néven ismerték). U hibrideket hozott létre a diploid és tetraploid fajok között, majd megvizsgálta, hogy milyen párosításban vannak jelen a kromoszómák az eredményül kapott triploid növényekben. Munkájára hatással voltak Hitoshi Kihara (1893-1986) genetikus-botanikus kutatásai a kenyér, illetve a hexaploid búza eredetéről, kapcsolatukról a diploid ősfajokkal.

## Áttekintés
Az elméletet a jobb oldalon látható ábra illusztrálja. Bemutatja, hogy a Brassica-fajok közül három hogyan keletkezett az AA, BB és CC betűkkel jelölt három ősi genomból. Mindhárom diploid genom egy-egy ismert Brassica-fajt jelöl. Az n a genom kromoszómáinak számát jelzi, a pollenben, illetve a petesejtben. Például a  Brassica rapa esetében A – n=10 (vagy AA – 2n=20) a jelölés. Ez azt jelenti, hogy a növény minden testi sejtje a genom két teljes kópiáját tartalmazza (azaz diploid), és minden genomon belül 10 a kromoszómaszám. Így minden sejt 20 kromoszómát tartalmaz; mivel ez diploid szám, írásmódja 2n = 2x = 20.
- AA – 2n=2x=20   – Brassica rapa (syn. Brassica campestris)     – tarlórépa, kínai kel
- BB – 2n=2x=16   – Brassica nigra      – fekete mustár
- CC – 2n=2x=18   – Brassica oleracea   – fejes káposzta, kelkáposzta, brokkoli, kelbimbó, karfiol

A fenti három faj egymástól elkülönülve létezik, de közeli rokonságuk miatt lehetséges keresztezni őket. Ez a hibridizáció három új, tetraploid Brassica-faj létrehozásához vezet. Mivel két különböző faj genomjából származtathatók, allotetraploidnak mondják őket (mindegy testi sejt négy genomot tartalmaz, melyek két különböző ősfajból származnak). Egyes molekuláris kutatások arra utalnak, hogy a három diploid faj maga is paleopoliploid: egy ősi hexaploidizációs eseményben megháromszorozódott genomokat tartalmaz.
- AABB – 2n=4x=36  – Brassica juncea      – barna mustár
- AACC – 2n=4x=38  – Brassica napus      – repce, karórépa
- BBCC – 2n=4x=34  – Brassica carinata      – abesszin mustár

## Fordítás
- Ez a szócikk részben vagy egészben a Triangle of U című angol Wikipédia-szócikk ezen változatának fordításán alapul.  Az eredeti cikk szerkesztőit annak laptörténete sorolja fel. Ez a jelzés csupán a megfogalmazás eredetét és a szerzői jogokat jelzi, nem szolgál a cikkben szereplő információk forrásmegjelöléseként.